# Gabriel Sauvage
 (février 2013).
Si vous disposez d'ouvrages ou d'articles de référence ou si vous connaissez des sites web de qualité traitant du thème abordé ici, merci de compléter l'article en donnant les références utiles à sa vérifiabilité et en les liant à la section « Notes et références ».
Gabriel Sauvage nait à Laives (Saône-et-Loire) le 12 octobre 1879 et meurt à Paris le 12 août 1946. En 1925, il est élu au Comité central du Parti communiste (PC) et le demeure jusqu'en 1926. Il meurt en 1946. De 1925 à 1929, il avait été membre de la commission exécutive de la CGTU. Exclu du PC en 1928, puis, réintégré en 1930. 

## Biographie
Il adhère à la 2e section de la Seine du Parti socialiste SFIO en 1907.
C'est en 1920 qu'il retrouve ses activités politiques et, après le congrès de Tours, adhère au PC avant, en 1921, d’être élu délégué de la Seine au conseil national du PC.
En 1923, il devient secrétaire administratif de la Fédération communiste de la Seine puis est élu au Comité central du PC au congrès de Clichy en 1925. Par ailleurs, lors du IIIe congrès de la CGTU, à Paris, il devient membre suppléant de la commission exécutive.
Pourtant, en 1926, le congrès de Lille du PC ne le reconduit pas comme membre du Comité central.
En 1927, le IVe congrès de la CGTU, à Bordeaux le reconduit à sa commission exécutive. Il est, en novembre, l'un des signataires d'un appel au XXe congrès du Parti bolchevik pour que l'unité du parti de Lénine soit préservée.
En 1928, il est exclu du PC à la conférence du VIIIe rayon du PC.
En 1929, au Ve congrès de la CGTU, à Paris, il n'est pas reconduit pas à sa commission exécutive.
C'est en 1930 qu'il est réintégré par le IVe rayon (Vitry) de la région parisienne du PC.
Il est ensuite candidat en 1931 lors d'une élection législative partielle dans la 1re circonscription de Paris.
Il est a nouveau candidat en 1932 aux élections législatives, à Paris.
En 1934, il est candidat lors d'une législative partielle, puis en 1935, il est candidat aux élections municipales, dans le quartier Saint-Georges à Paris. Cette même-année, il devient le secrétaire du rayon du 8e et 17e arrondissements de la région Paris-Ville.
En 1936, il est à nouveau candidat aux élections législatives avant d’être élu conseiller municipal de Paris en 1945.

## Source
- Dictionnaire biographique du mouvement ouvrier français, Les Éditions de l'Atelier, 1997.